# Melychiopharis
Melychiopharis es un género de arañas araneomorfas de la familia Araneidae. Se encuentra en Brasil.

## Lista de especies
Según The World Spider Catalog 12.0:
- Melychiopharis bibendum Brescovit, Santos & Leite, 2011
- Melychiopharis cynips Simon, 1895